# 新坦基
新坦基是巴西巴伊亚州的一个市镇。总面积825.943平方公里，总人口17100人，人口密度20.7人/平方公里。